# Чан Тхи Нгок Ань
Чан Тхи Нгок Ань (вьет. Trần Thị Ngọc Anh; род. 21 января 1958) — вьетнамская легкоатлетка, выступавшая в беге на короткие и средние дистанции. Участница летних Олимпийских игр 1980 года.

## Биография
Чан Тхи Нгок Ань родилась 21 января 1958 года.
В 1980 году вошла в состав сборной Вьетнама на летних Олимпийских играх в Москве. Выступала в двух видах легкоатлетической программы.
В беге на 200 метров в 1/8 финала заняла 5-е место среди 5 участниц забега, показав результат 26,83 секунды и уступив 2,94 секунды ставшей третьей и попавшей в четвертьфинал Карин Вергутс из Бельгии.
В беге на 400 метров в четвертьфинале заняла 8-е место среди 8 участниц забега, показав результат 1 минута 0,62 секунды и уступив 8,81 секунды попавшей в полуфинал с 4-го места Малгожате Дунецкой из Польши.

## Личные рекорды
- Бег на 200 метров — 25,7 (1979)[3].
- Бег на 400 метров — 60,4 (1979)[3].